# المر بورکت
المر بورکت (به انگلیسی: Elmer Jacob Burkett) سناتور سابق عضو حزب جمهوری‌خواه ایالات متحده آمریکا بود. وی در سال ۱۹۰۵ تا ۱۹۱۱ میلادی سناتور ایالت نبراسکا در سنای ایالات متحده آمریکا بود.